# 高尹厚
高尹厚（韓語：고윤후，1981年8月17日—），韩国男演员。

## 演出作品

### 電視劇
- 2001年：MBC《秋天遇到的男人》飾演 明九
- 2007年：KBS《對我而言特別的戀人》
- 2008年：MBC《伊甸園之東》飾演 毒蛇
- 2009年：MBC《結婚保證班》（客串）
- 2009年：MBC《善德女王》飾演 虎才
- 2010年：KBS《李輝昭的秘密》飾演 成年李輝昭
- 2010年：MBC《Running, Go》飾演 羅俊秀
- 2010年：MBC《運動衫》
- 2010年：MBC《愛的烙印 紅字》飾演 車盛俊
- 2011年：MBC《階伯》飾演 大秀
- 2011年：MBC《我也是花》（客串）
- 2011年：JTBC《仁粹大妃》飾演 齊安大君
- 2012年：Channel A《不朽的名作》飾演 吳建雨
- 2013年：MBC《龜巖許浚》飾演 鄭泰恩
- 2014年：KBS《Drama Special－中學生A某》飾演 金振佑
- 2014年：tvN《我的秘密飯店》飾演 車東民

### 電影
- 2009年：《愛情與戰爭》飾演 宥彬朋友1
- 2009年：《飛翔》飾演 世鐘
- 2010年：《無法者》飾演 金文洙
- 2010年：《鑽石也瘋狂》飾演 光秀的朋友（特別出演）
- 2010年：《愛麗絲》
- 2015年：《長壽商會》飾演 中年聖哲
- 2017年：《代立軍》飾演 日代
- 2020年：《紙花》飾演 民勇

### MV
- 2000年：任昌丁《像我的你》

## 外部連結
- 高尹厚 部落格
- fan cafe （页面存档备份，存于）